# Hrvaški Brod
Hrvaški Brod je naselje v Občini Šentjernej.